# Masoveria de l'Alovet
La Masoveria de l'Alovet és un edifici de Sant Bartomeu del Grau (Osona) inclòs a l'Inventari del Patrimoni Arquitectònic de Catalunya.

## Descripció
Es tracta d'un edifici de tres pisos i golfes, de planta rectangular i teulat a doble vessant lateral a la façana principal. Els murs estan fets de pedres irregulars i molt morter, fruit de diverses intervencions per tal de consolidar l'edifici. La porta d'entrada està formada per un arc de grans dovelles.
Actualment aquesta masoveria està deshabitada i els masovers viuen a l'antiga casa senyorial a la qual està adossada.

## Història
En alguns mapes apareix anomenada l'Abadal degut al nom de l'antic propietari.